# Generální konference pro míry a váhy
Generální konference pro míry a váhy (Conférence Générale des Poids et Mesures, zkratka CGPM) se schází každé čtyři roky v Paříži. Je tvořena zástupci vlád členských států a pozorovateli přidružených států. Každá konference na základě zprávy a doporučení Mezinárodního výboru pro váhy a míry, rozhoduje o případných změnách SI.
Poprvé se konference konala v roce 1889, byl na ní schválen prototyp metru a kilogramu navržený Mezinárodním úřadem pro míry a váhy. Čtyřletý cyklus konferencí začal až v roce 1960.
CGPM sdružuje 60 stálých a 42 přidružených členů.